# 糞箕湖 (嘉義縣)
糞箕湖，是臺灣嘉義縣竹崎鄉的一個傳統地域名稱，位於該鄉最東端。相較於今日行政區，其範圍大致包括中和村、光華村。

## 歷史
台灣日治初期，糞箕湖地區尚非一獨立街庄（舊制），其北大半部及南部分別劃入「大湖庄」與「公田庄」，兩者均隸屬於嘉義東堡。當時的大湖庄北與樟樹坪庄、金獅藔庄、科仔林庄為鄰，東與蕃地為鄰，南邊為公田庄，西邊為番仔路庄、內埔仔庄。而公田庄的西邊北段及北邊與大湖庄為鄰，東與蕃地為鄰，南邊為草山庄，西南邊一小段與石硦庄為鄰，西邊南段為灣潭仔庄、番仔路庄。
1901年（日治明治三十四年）11月11日，全台設置二十廳，兩庄均隸屬於嘉義廳。1903年（明治三十六年）6月，兩庄均編入「番仔路區」，隸屬於嘉義廳。1909年（明治四十二年）10月，合併二十廳為十二廳，番仔路區仍隸屬於嘉義廳。1912年（明治四十五年）1月24日，嘉義廳嘉義東堡新設一街庄（舊制），稱為「糞箕湖庄」，並編入「鹿蔴產區」。該庄係拆自原大湖庄的東大半部（尖崠仔山以東）及原公田庄的東北部（巃頭坪以北），同時將原公田庄的北部最西端一塊地也併入大湖庄。此時該庄北與金獅藔庄、科仔林庄為鄰，東及東南與蕃地為鄰，西南邊為分割後的公田庄，西邊為分割且併入公田庄一小塊地後的大湖庄。
1920年（大正九年），廢十二廳改設五州二廳，該庄改制為「糞箕湖」大字，隸屬於臺南州嘉義郡竹崎庄（新制街庄）。
戰後竹崎庄改制為竹崎鄉，隸屬於臺南縣，大字亦改制為村。1950年雲、嘉、南分治，竹崎鄉改隸屬於嘉義縣。

## 聚落
本地區發展較早的聚落有糞箕湖（今奮起湖）、石槕（今石桌、石卓）、頂笨仔、柑仔宅、茄苳仔等，在日治期初期的官方地圖上已有記載。

## 交通
阿里山林業鐵路又稱「阿里山森林鐵路」，主線由嘉義通往阿里山，在本地區設有奮起湖車站。該鐵路主線因凱米颱風強風豪雨路線多處受創，阿里山林鐵本線停駛至2024年8月底。
省道台18線是太保至塔塔加的幹道，經過本地區東南部邊界地帶的石卓聚落。由該道（大方向）西行可前往番路鄉、中埔鄉、嘉義市、嘉義縣太保市，並止於高鐵嘉義站旁的鄉道嘉58-1線路口；東行可前往阿里山鄉、南投縣信義鄉，並止於塔塔加的太平巷路口暨省道台21線的終點。
縣道159甲線是嘉義至石桌的道路，其東側端點（終點）位於本地區石卓聚落的省道台18線及縣道169號共線路口。由此（大方向）西行可前往番路鄉、嘉義市市區，並止於縣道159號轉角路口。
縣道169號是阿里山鄉豐山（實際起點在梅山鄉太和村阿里山溪社興橋頭）至阿里山鄉里佳的道路，經過本地區的奮起湖、石卓等聚落。由該道路（大方向）北行可前往梅山鄉東部，並止於太和村阿里山溪社興橋頭；南行可前往阿里山鄉中部偏西南，並止於里佳聚落。

## 學校
- 中和國小
- 中興國小
- 光華國小
- 培英國小（已廢校）

## 文化資產
- 奮起湖車庫（縣定古蹟）

## 景點
- 奮起湖老街
- 大凍山（台灣小百岳之一）